# Anna Lazareva
Pour les articles homonymes, voir Lazareva.
Anna Lazareva (en russe : Анна Николаевна Лазарева) est une joueuse de volley-ball russe née le 31 janvier 1997 à Moscou. En 2017 elle a participé au Championnat d'Europe féminin de volley-ball et au Grand Prix mondial de volley-ball. 
Sa sœur aînée Ekaterina est également une joueuse de volley-ball.

## Clubs
- Dinamo Moscou (2014–2016)
- JVK Ienisseï Krasnoïarsk (2016–2017)
- Dinamo Moscou (2017–2019)
- Volero Le Cannet (2019-2020)
- Hwaseong IBK Altos (en) (2020–2021)
- Federal Territory Sirius (2021–dec.2021)
- Fenerbahçe SK (jan.2022–)